# Tex Avery Show
Tex Avery Show (The Wacky World of Tex Avery) è una serie animata prodotta da Telcima, Les Studios Tex e DiC Entertainment.

## Trama
In questa serie ci sono sette divertentissime ed esilaranti storie di vari personaggi basati sui cartoni di Tex Avery. Le storie sono:

### Tex Avery
Racconta le avventure nel vecchio west di un cowboy allegro e chiassoso di nome Tex Avery, sempre pronto a salvare la bella Miss Chastity Knott dalle grinfie della sua nemesi: Sid. È ispirato al personaggio di Red Hot Ryder del cortometraggio Il Bandito Mascherato, creato da Bob Clampett. Il suo tema musicale è "Home on the Range". 
Numero di segmenti: 33.

### Freddy la mosca
Una mosca insopportabile e incolta di nome Freddy infastidisce Amanda Banshee, una donna miliardaria obesa, pigra e irascibile, i cui continui ed eccessivi tentativi di liberarsene spesso coinvolgono i modi più estremi. Freddy è ispirato a Homer the Homeless Flea, un personaggio creato da Rudolf Ising che Avery ha poi utilizzato in What Price Fleadom, e al personaggio interpretato dal comico Red Skelton, Freddy the Freeloader. Freddy e Amanda hanno ciascuno un proprio tema musicale; Beethoven per il primo e Vivaldi per la seconda.
Numero di segmenti: 26.

### Power Pooch
Un cane quando lecca la scarpa di un supereroe ottiene i superpoteri e insieme al suo assistente, un gattino di nome Mike Freccetta, cerca di aiutare la gente (nonostante la sua incompetenza) combattendo le forze del male. I suoi principali nemici sono il Dottor Idrante e il suo scagnozzo, Boney. È ispirato a Underdog di W. Watts Biggers e Joe Harris, così come a Earthworm Jim di Doug TenNapel.
Numero di segmenti: 27.

### Maurice e Jo Vispa
Gli episodi mostrano i tentativi della volpe Jo Vispa di mangiare il pulcino Maurice, il quale la supera in astuzia. Il design di Maurice è basato sul canarino del cortometraggio King-Size Canary, con la sua personalità sul personaggio di Junior Pig del cortometraggio One Ham's Family. Il tema musicale del segmento è "Home! Sweet Home!".
Numero di segmenti: 27.

### Genghis e Khannie
Genghis il leone è un condottiero che guida il suo esercito di barbari in tutto il mondo per conquistare regni e città in nome del suo imperatore e spesso incrocia il cammino con una piccola panda di nome Khannie che tende a ostacolare i suoi piani con il suo comportamento innocente. I loro nomi sono un gioco di parole sull'imperatore mongolo Gengis Khan. Il design di Genghis è basato invece  sul leone del cortometraggio Slap Happy Lion e i manierismi di Khannie sono ispirati a Shirley Temple.
Numero di segmenti: 27.

### Einstone
Un cavernicolo intelligente, Ughbert Einstone, è il primo inventore del mondo, e cerca di insegnare ai suoi amici cavernicoli come essere civili grazie all'uso delle sue invenzioni. Questo segmento è ispirato al cortometraggio The First Bad Man, con il nome di Einstone che è un gioco di parole su Albert Einstein. Il suo tema musicale è "If You're Happy and You Know It".
Numero di segmenti: 26.

### Pompeii Pete
Pete è un centurione romano basso e imbranato di Pompei che fu sepolto nella lava dall'eruzione del Vesuvio e duemila anni dopo si libera dal suo stato di conservazione nel mondo moderno. Il suo comportamento eccessivamente interpretativo sventa costantemente i piani del losco truffatore Dan. È liberamente ispirato al personaggio di Shorty, creato da Famous Studios, Manuel di Fawlty Towers e dal film Il mio amico scongelato. Il suo tema musicale è "Tarantella di Piedigrotta".
Numero di segmenti: 29.
Ogni episodio è composto da 3 storie della durata di 7 minuti.

## Produzione
La serie si basa sul lavoro dell'animatore Tex Avery, pseudonimo di Fred Avery. Questa serie si ispira ai personaggi di Red Hot Ryder de Il Bandito Mascherato di Bob Clampett, Homer la Pulce di What Price Fleadom,  il Canarino di King Size Canary, Il Leone Di Slap Happy Lion e Il Cavernicolo di The First Bad Man. Non a caso, il protagonista è doppiato, nella versione originale, da Billy West, noto come doppiatore di Elmer Fudd e, in alcuni cartoni, anche di Bugs Bunny.

## Personaggi

### Personaggi
- Tex Avery
  - Tex Avery;
  - Sid: bandito e nemico giurato di Tex Avery;
  - Miss Chastity: interesse amoroso di Tex Avery e Sid
  - Cavallo di Tex;
  - Burrito: la capra di Tex che più avanti nella serie sostituirà il cavallo;
  - Cavallo di Sid.
- Freddy la mosca
  - Freddy;
  - Miss Amanda;
  - Monsward: il maggiordomo di Amanda.
- Power Pooch
  - Power Pooch il super cane:
  - Mike Freccetta: un gattino che svolte il ruolo di assistente per Power Pooch;
  - Dott. Idrante: acerrimo nemico di Power Pooch;
  - Boney: assistente del dott. Idrante.
- Maurice e Jo Vispa
  - Maurice il galletto;
  - Jo Vispa: la volpe;
  - Sig.ra Squab e Sig. Squab: la madre e il padre di Maurice.
- Genghis e Khannie
  - Genghis il leone barbaro;
  - Khannie la piccola panda;
  - Banda di barbari;
  - Imperatore.
- Einstone
  - Einstone;
  - Gruppo di Neandertal.
- Pompeii Pete
  - Pompeii Pete;
  - Dan: un truffatore perseguitato da Pompeii Pete.

## Episodi
| Stagione       | Episodi           | Prima TV originale | Prima TV Italia |
| -------------- | ----------------- | ------------------ | --------------- |
| Prima stagione | 60 (195 segmenti) | 1997               | 1999            |

## Trasmissione
La serie è stata trasmessa per la prima volta in syndication nel 1997 negli Stati Uniti, mentre in Italia è stata trasmessa su Italia 1 a partire dal 27 maggio 1999. Il doppiaggio italiano della serie viene trasmesso anche su Telebimbi, un canale canadese specializzato in lingua italiana esente dalla Categoria B.

## Doppiaggio
| Nome personaggio | Doppiatore originale | Doppiatore italiano |
| ---------------- | -------------------- | ------------------- |
| Tex Avery        | Billy West           | Claudio Moneta      |
| Sid              | Billy West           | Maurizio Trombini   |
| Freddy           | Billy West           | Giovanni Battezzato |
| Amanda           | Scott McNeil         | Caterina Rochira    |
| Pompeii Pete     | Ian James Corlett    | Mario Scarabelli    |
| Dan              | Alec Willows         | Giorgio Bonino      |
| Einstone         | Ian James Corlett    | Pino Pirovano       |
| Power Pooch      | Phil Hayes           | Riccardo Peroni     |
| Mike Freccetta   | Lee Tockar           | Federica Valenti    |
| Maurice          | Terry Klassen        | Patrizia Mottola    |
| Jo Vispa         | Maurice LaMarche     | Riccardo Lombardo   |
| Genghis          | Lee Tockar           | Gianluca Iacono     |
| Khannie          | Cree Summer          | Daniela Fava        |
| Miss Chastity    | Kathleen Barr        | Elda Olivieri       |
| Padre di Maurice | Maurice LaMarche     | Antonio Paiola      |
| Dottor Idrante   | Michael McKean       | Marco Balzarotti    |

- Voci aggiunte: Graziella Porta, Diego Sabre, Tony Fuochi, Luca Sandri, Oliviero Corbetta, Patrizia Scianca, Alberto Olivero, Claudio Ridolfo, Daniele Demma e Grazia Migneco